# Причальное
Прича́льное (до 1948 года пристань Дура́нте, также пристань Заготзерно, Ссыпной пункт, Джага, пристань Дуранде-Джага; укр. Причальне, крымскотат. Durante, Дуранте) — исчезнувшее село в Ленинском районе Республики Крым, располагавшееся на юге района и Керченского полуострова, на пересыпи, отделяющей Узунларское озеро от Чёрного моря, примерно в 10 км к юго-западу от современного села Борисовка.

## История
На верстовой карте Крыма 1896 года на месте селения обозначена ещё безымянная пристань. Впервые в доступных источниках селение встречается в Статистическом справочнике Таврической губернии. Ч.II-я. Статистический очерк, выпуск пятый Феодосийский уезд, 1915 год, согласно которому в селении Дуранте Пристань Сарайминской волости Феодосийского уезда числился 1 двор с русским населением в количестве 6 человек только «посторонних» жителей, из которых 4 мужчины и 2 женщины.
Названа по фамилии феодосийской семьи купцов Дуранте генуэзского происхождения, которые в том числе владели на Керченском полуострове 15000 десятин земли и занимались вывозной хлеботорговлей.
После установления в Крыму Советской власти, по постановлению Крымревкома, 25 декабря 1920 года из Феодосийского уезда был выделен Керченский (степной) уезд, а, постановлением ревкома № 206 «Об изменении административных границ» от 8 января 1921 года была упразднена волостная система и в составе Керченского уезда был создан Керченский район в который вошло село (в 1922 году уезды получили название округов. 11 октября 1923 года, согласно постановлению ВЦИК, в административное деление Крымской АССР были внесены изменения, в результате которых округа были отменены и основной административной единицей стал Керченский район в который вошло село. Согласно Списку населённых пунктов Крымской АССР по Всесоюзной переписи 17 декабря 1926 года, в селении «пристань Дуранте», Марьевского сельсовета Керченского района, числилось 6 дворов, население составляло 10 человек, из них 7 русских, 2 еврея и 1 татарин. Постановлением ВЦИК «О реорганизации сети районов Крымской АССР» от 30 октября 1930 года (по другим сведениям 15 сентября 1931 года) Керченский район упразднили и село включили в состав Ленинского, а, с образованием в 1935 году Маяк-Салынского района (переименованного 14 декабря 1944 года в Приморский) — в состав нового района. На подробной карте РККА Керченского полуострова 1941 года пристань Дуранде обозначена без указания числа дворов.
После освобождения Крыма от фашистов, 12 августа 1944 года было принято постановление № ГОКО-6372с «О переселении колхозников в районы Крыма» и в сентябре того же года в район приехали первые новоселы 204 семьи из Тамбовской области, а в начале 1950-х годов последовала вторая волна переселенцев из различных областей Украины. С 25 июня 1946 года селение в составе Крымской области РСФСР. Указом Президиума Верховного Совета РСФСР от 18 мая 1948 года, населённый пункт пристани Дуранде (Дуранте) переименовали в Причальное. 26 апреля 1954 года Крымская область была передана из состава РСФСР в состав УССР. Исключено из учётных данных в 1958 году (согласно справочнику «Крымская область. Административно-территориальное деление на 1 января 1968 года» — в период с 1954 по 1968 год, как посёлок Заветненского сельсовета), видимо, в связи с созданием Керченского полигона. Сейчас на месте села развалины бывшей военной части.